# Конституция на Франция (1793)
Конституцията от 1793 (на френски: Acte constitutionnel du 24 juin 1793), известна също като Конституцията от година I или Конституцията на монтанярите, е втората конституция по време на Френската революция. Създадена в периода на Първата френска република от якобинци-монтаняри, най-вече Робеспиер и Сен Жюст, тя трябва да замени конституцията от 1791, вече остаряла поради премахването на монархията. В новия документ се предвижда мащабна демократизация и преразпределение на богатството и това го отличава значително от сравнително умерените цели на революцията от предходните години. Създателите на Якобинската конституция залагат върху егалитаризма, за разлика от предишната конституция, в която центърът е индивидуалната свобода.
Конвентът от 1792 г., свикан именно с мотива за промяна в конституцията от 1791, разисква още в първите дни на работата си съдбовни въпроси: провъзгласяването на република и каква да бъде съдбата на краля. Възникналите във връзка с това остри противоречия между жирондисти и монтаняри се отразяват и на процеса на изготвянето на нова конституция. Първоначално е избран комитет от десет депутати начело с Кондорсе, в който влизат предимно жирондисти (Брисо, абат Сийес, но и якобинците Дантон и Барер). По-късно Якобинският клуб създава свой комитет (Коло д'Ербоа, Робеспиер, Кутон). Робеспиер предлага да се приеме нова Декларация за правата, в която да се обосноват новите принципи. Тя е изготвена от него и анализира един основен проблем – собствеността. В нея Робеспиер настоява правото на собственост, както и всички други права, да бъде ограничено от задължението да се уважават правата на другите.
Окончателен проект за конституция, представен от якобинците, е приет на 24 юни 1793 г. Тя се отличава с по-голям демократизъм от приетата две години по-рано, утвърждава републиканска форма на управление и всеобщо избирателно право за всички мъже над 21 години. Тя дава право на поданиците на въстание, ако се нарушат нейните клаузи. Конституцията премахва робството във френските колонии и е валидна и за цветнокожото население.
Радикалните разпоредби на тази конституция обаче така и не влизат в действие. Макар и приета с референдум, якобинците не я въвеждат под предлог, че са необходими извънредни мерки поради вътрешните размирици и революционните войни. Извънредните правомощия позволяват на Комитета за обществено спасение да наложи царство на терор, а когато продължителният период на жестоки политически битки приключва, конституцията вече се асоциира неблагоприятно с победения Робеспиер. След Термидорианския преврат тя е отхвърлена и заменена с по-консервативен документ – френската конституция от 1795 г.